# 괴테스쿨의 사고뭉치들 2
《괴테스쿨의 사고뭉치들 2》(Fack ju Gohte 2)는 독일에서 제작된 보라 닥테킨 감독의 2015년 코미디 영화이다. 엘리아스 므바렉 등이 주연으로 출연하였다. 2013년 영화 괴테스쿨의 사고뭉치들의 후속작이다. 뮌헨에서 2015년 9월 7일 초연되었으며 2016년 9월 10일 독일에서 정식 개봉하였다. 미국에서는 Suck Me Shakespeer 2라는 제목으로 개봉되었다.

## 출연

### 주연
- 엘리아스 므바렉
- 옐라 하세
- 카롤리네 헤어퍼스

### 조연
- 카차 리만
- 맥스 본 더 그로벤
- 볼커 브루흐
- 알바라 호펠스
- 레나 클렝케
- 다지 비
- 크리스토프 슈칭거
- 제나 팰러스키